# John J. York
 (juillet 2016).
Si vous disposez d'ouvrages ou d'articles de référence ou si vous connaissez des sites web de qualité traitant du thème abordé ici, merci de compléter l'article en donnant les références utiles à sa vérifiabilité et en les liant à la section « Notes et références ».
John Joseph Robert York est un acteur américain né le 10 décembre 1958 à Chicago

## Carrière
Bien que John J.York ait fait des apparitions dans des séries telles que Dynasty, Family Ties et 21 Jump Street, il est surtout connu pour avoir joué les rôles d'Eric Cord dans La Malédiction du loup-garou et de Malcolm "Mac" Scorpio dans le feuilleton General Hospital.
York est né à Chicago, dans l'Illinois, où il a fréquenté le Brother Rice Christian Brothers High School. Son autre rôle important (après Dynasty) fut celui de l'étudiant Eric Cord sur le réseau Fox dans la série télévisée La Malédiction du loup-garou. Il a partagé la vedette dans le film fait pour la télévision de Nickelodeon Drake & Josh Go Hollywood , ainsi que dans un épisode de Wizards of Waverly Place .

## Filmographie

### Cinéma
- 1986 : Extra Sangsues
- 1991 : Cœur d'acier
- 1996 : Meurtres Mode d'emploi
- 2004 : Patient 14

### Télévision

#### Séries télévisées
- 1983 : Dynastie
- 1986 : Rick Hunter
- 1987 : La Malédiction du loup-garou (Werewolf)
- 1989 : Sacrée famille
- 1989 : Arabesque
- 1990 : 21 Jump Street
- 1997-1998 : Clueless
- 2004 : Veronica Mars
- 1991-2016 : Hôpital central

#### Téléfilms
- 2016 : Cher journal, aujourd'hui je vais être tuée (Dear Diary, I Died) : Keith[2]